# M20 motorway
Der M20 motorway (englisch für ‚Autobahn M20‘) ist eine 81,4 Kilometer lange Autobahn in der Grafschaft Kent. Sie verläuft vom Autobahnring M25 um London nach Folkestone und bildet die wichtigste Verbindung zum Eurotunnel und dem Hafen von Dover. Trotz nicht vorhandener Ausschilderung ist sie Teil der Europastraße 15.

## Geschichte
Das erste Teilstück um Maidstone wurde als Ortsumgehung in den Jahren 1960–61 gebaut. Somit handelt es sich um eine der ältesten Autobahnen Großbritanniens. Damals trug dieser Abschnitt die Nummer A20(M), also Hauptstraße A20 mit Autobahnstatus (die alte A20 wurde zur A2020 herabgestuft). Erst 10 Jahre später wurde weiter Richtung London um die Ortschaft Ditton gebaut; daraufhin erhielt die Autobahn die Nummer M20 und die A20 wurde zurück nach Maidstone verlegt. 1981 wurde die letzte Lücke in den North Downs geschlossen, sodass nun eine durchgängige Verbindung London–Maidstone entstand.
Im selben Jahr wurde auch der Abschnitt Ashford-Folkestone für den Verkehr freigegeben, somit fehlte nur der 13 Meilen lange Abschnitt Maidstone–Ashford. Man sah damals keinen dringenden Grund, dieses Teilstück zu bauen, da der Verkehr zu den Häfen am Ärmelkanal die Route M2/A2 über Canterbury nutzte. Erst mit dem Bau des Eurotunnels entschied man sich, diesen Abschnitt zu bauen, welcher 1991 mit dem Bau einer neuen Anschlussstelle (11A) für den Eurotunnel eröffnet wurde. Gleichzeitig baute man als Fortsetzung von Folkestone nach Dover die autobahnähnliche Straße A20 (Eröffnung 1993).
Da die alte A20(M) nur vierspurig war, die nun fertiggestellte Autobahn aber sechsspurig, wurde der Abschnitt um Maidstone zum Nadelöhr. 1995 wurde dieser auf sechs Spuren erweitert, dabei entstanden zwischen den Anschlussstellen 6 und 7 zusätzliche Fahrbahnen für den lokalen Verkehr.